# Turul

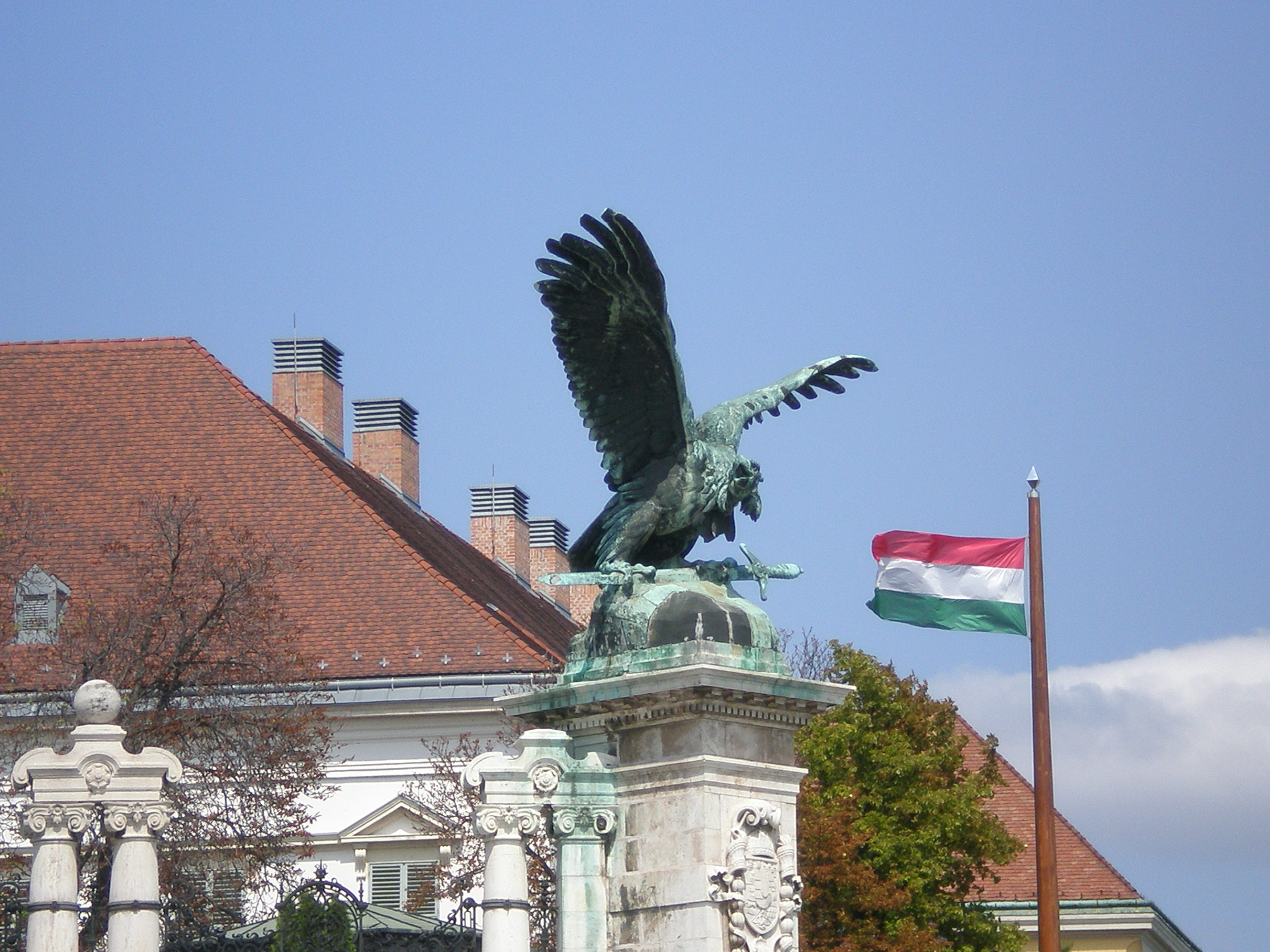
Beeld van de Turul naast de Hongaarse vlag op de Burchtheuvel

Turul is de mythische vogel in de mythe over de oorsprong van de Hongaren en derhalve een symbool van de Hongaren en Hongarije. De vogel is waarschijnlijk een grote valk en het woord is waarschijnlijk afkomstig uit het Turks (togrul of turgul betekent "slechtvalk"). De vogel komt twee keer voor in de Hongaarse mythologie.

## Eerste verschijning
De eerste verschijning betreft de volksverhuizing van de Hongaren uit het huidige Rusland naar Centraal-Europa. De leider van de Hongaarse stammen zou een droom hebben gehad waarin adelaars de Hongaarse paarden aanvielen, waarna de Turul kwam om hen te redden. Dit zou symboliseren dat de Hongaren moesten vertrekken uit hun toenmalige leefgebied, hetgeen ze vervolgens deden. De Turul leidde hen vervolgens naar het gebied dat later Hongarije zou worden.

## Tweede verschijning
De tweede verschijning betreft de stichting van de Hongaarse Árpád-dynastie. De sage vertelt dat Álmos, de vader van vorst Árpád, verwekt zou zijn door Turul. In een droom zou Emese, de moeder van Álmos, bezwangerd zijn door de vogel, die haar vertelde dat het kind de vader van een groots volk zou worden. Daarmee zou de vogel aan de basis liggen van het huidige Hongarije, aangezien het Árpád was die de Hongaren in 896 liet overgaan tot vestiging in het Karpatenbekken, waarmee het Hongaarse rijk gesticht werd.

## Standbeelden
In Hongarije staan veel standbeelden van de Turul, waaronder een grote in Tatabánya en een bij de ingang van het Koninklijk Paleis op de Burchtheuvel in Boedapest. In het gebied dat Hongarije krachtens het Verdrag van Trianon in 1920 verloor, zijn de meeste beelden vernietigd.